# Albert-Schweitzer-Denkmal (Weimar)

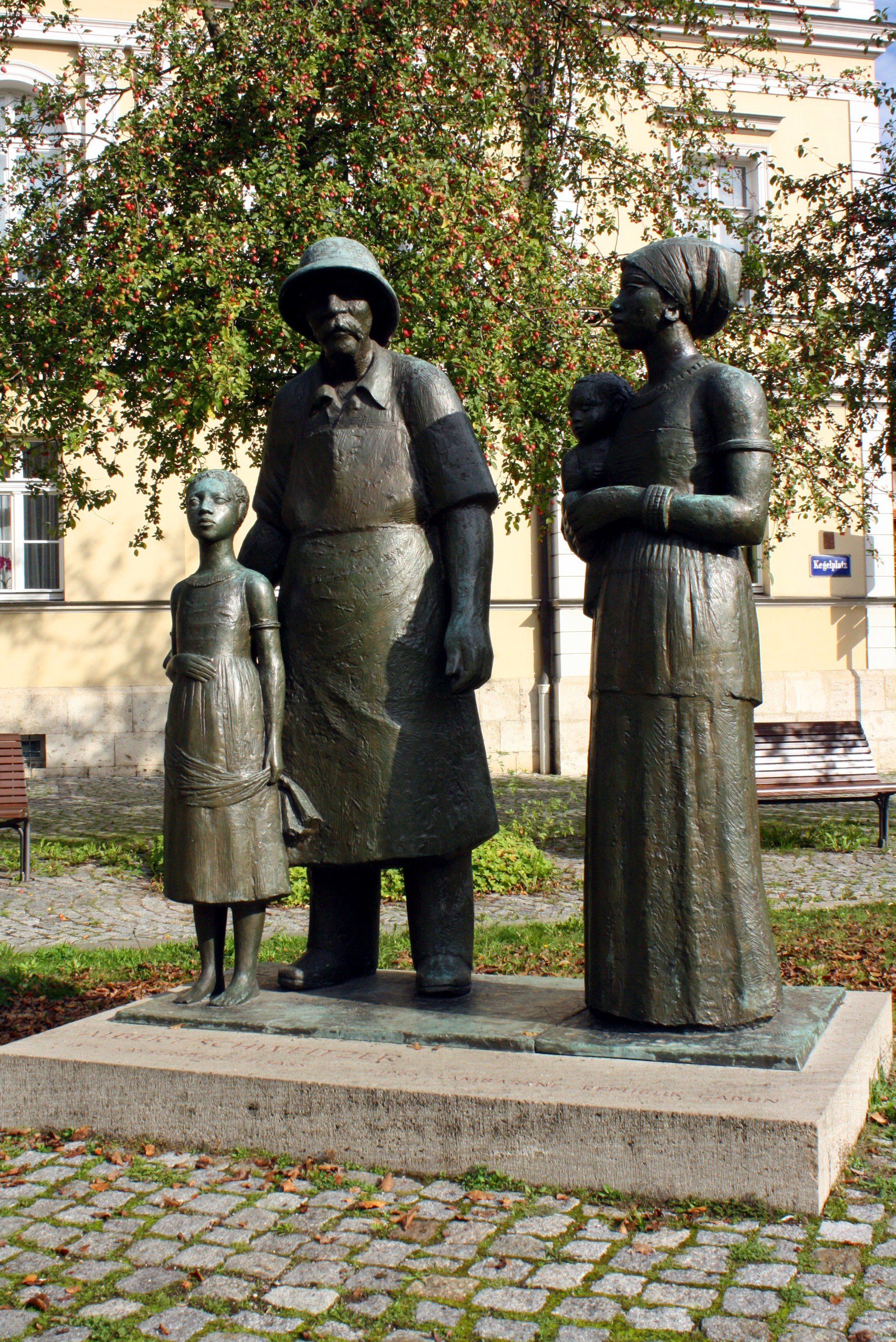
Albert-Schweitzer-Denkmal

Das Albert-Schweitzer-Denkmal auf dem Kegelplatz in Weimar aus dem Jahre 1968 ist eines der ältesten Schweitzer-Denkmale der Welt.
Im Auftrag der Christlich-Demokratischen Union unter dem Vorsitz von Gerald Götting, woran der Weimarer Oberbürgermeister Luitpold Steidle entscheidend beteiligt war, wurde am 1. Oktober 1968 eine überlebensgroße Bronzegruppe auf flachem Sockel aus Kalkstein errichtet. Der Hallenser Bildhauer Gerhard Geyer stellte die Form hierzu her, während die Leipziger Gießerei Noack den Bronzeguss besorgte. Dargestellt ist der „Urwalddoktor“ im Arztkittel und mit Tropenhelm zusammen mit einer afrikanischen Mutter und ihrem Kind auf dem Arm und einem weiteren, etwas größeren stehenden afrikanischen Kind, einem Mädchen. Am Sockel steht die Inschrift:
ALBERT SCHWEITZER GEBOREN 1875
KAYSERSBERG/ELSASS – GESTORBEN
1965 LAMBARENE, REPUBLIK GABUN
Schweitzer selbst hatte keine engeren Beziehungen zu Weimar, wohl aber zu dem humanistischen Gedankengut der Weimarer Klassiker Goethe, Schiller, Herder und Wieland. Dieses wiederum hatte letztlich entscheidend dazu beigetragen, das Denkmal an der Stelle aufzustellen, wo es sich befindet. Die im Musäushaus befindliche Albert-Schweitzer-Gedenkstätte wurde 1984 eingerichtet.
Das Albert-Schweitzer-Denkmal steht auf der Liste der Kulturdenkmale in Weimar (Einzeldenkmale). 